# Балска хаљина
Балска хаљина је врста вечерње хаљине која се носи на балу или свечаном догађају. Већина верзија је одсечена до рамена са ниским деколтеом, отвореним рукама и дугим сукњама. Такве хаљине се обично носе са белим рукавицама, старинским накитом и огртачем уместо капута. Тамо где се носе „државна одликовања“, она су на машни закачена на груди, а удате жене носе тијару ако је имају. Иако се данас понекад користе синтетичке тканине, најчешће су тканине сатена, свиле, тафта и сомота са украсима од чипке, бисера, шљокица, везом, воланима, тракама и др.

## Историја

### 1850-е
Претходних година, исти тип хаљине се могао називати вечерњом, са врло сличним карактеристикама; деколтеа, уског стезника, велике сукње и понекад голих руку. Балска хаљина у то време имала је сличне карактеристике, сукњу са подсукњом, уски струк постигнут корсетом или стезником да држи усправно.
У наредним годинама, увођење шиваће машине променило је тржиште. Људи средње класе сада су могли да производе сопствене хаљине и то са више квалитета и ефикасности него раније када су се израђивале ручно. Чланови више класе су можда и даље имали хаљине које је направио дизајнер, али се време заокрета смањило. У то време дошло је и до увођења хемијских боја. Ово је драматично променило распон боја у којима се хаљине могу производити. Такође је уведен кринолин, као и скромни рукави, који су се надимали око руке.

### 1860–1864
Сукње су имале облик звона, али са додатном пуноћом позади.

### 1865–1867
Сукње су изгубиле свој предњи облик и измењене су тако да су више пристајале уз тело, док су стране и леђа добиле пуноћу плисирањем. Често је дугачак шлеп био причвршћен за задњи део сукње.

### 1868–1878
У наредних 10 година пуноћа задњег дела сукње се додатно повећавала уз коришћење кринолине.

### 1878–1884
Кринолине су изашле из моде јер више нису биле потребне за пуноћу у задњем делу хаљине. Уместо тога, материјал је сакупљен и пао је низ леђа која се завршила дугачким шлепом.

### 1890–1900
Облик пешчаног сата је био познат по уском струку. То се постизало тако што је имала сукњу која је била уска у струку и добијала пуноћу при дну.
1947. године, Кристијан Диор је представио свој „Нови изглед“ урезаних струка и сукњи.

### 1950-е
Раније су се балске хаљине носиле за приватне догађаје и забаве, али су се средином 20. века приватни догађаји постали јавни. Како је век одмицао, традиционални догађаји су постајали све мање важни, док су њихово место заузимали добротворни догађаји. У култури 21. века, догађаји на црвеном тепиху представљају излог да екстравагантне хаљине буду у очима јавности. У Британији, јавни догађаји, попут добротворног бала, постали су популарнији јер су били отворени за свакога ко је могао да приушти да купи карту.
Дизајнерске хаљине су обично биле део колекције, и мењале су их за корисника. Дизајнери морају да знају где ће се хаљина носити како би избегли да се двоје људи поклопе. Ако првобитни носилац одлучи да хаљину носи на другом догађају, могућност подударања се повећава. У модерним временима, дизајнери морају схватити да ће њихови радови бити критиковани и такође хваљени као резултат интернета и папараца.

### Галерија
- Хаљина на крајњој десној страни је тачан приказ оне која би се носила 1880.
- Облик „пешчаног сата“ из 1890. године
- Балска хаљина и вечерње рукавице Диор, 1954
- Ева Перон у хаљини Кристијана Диора, 1950
- Две балске хаљине, 1951

## Култура
Иако стил облачења може да варира, популарне су варијације без нараменица и рукава и обично се носе са белим дугим рукавицама и могу се допунити букетима, а понекад и лепезом. Током већег дела 19. века, покривало за главу са велом је био популаран стил, као и пун воз везан за струк, а у каснијим годинама би се причврстио за рамена.

## Колекција првих дама
Године 1912., Хелен Тафт је заједно са оснивачима колекције Кеси Мејсон Мајерс Џулијан-Џејмс, Роуз Гувернер Хос и Смитсонијан институцијом покренула „Колекцију прве даме“. Уобичајено је да прва дама Сједињених Држава донира хаљину коју носи за инаугурациони бал, али то није обавезно. Тафт је започела ову традицију када је поклонила своју хаљину коју је носила током инаугурације свог мужа. Обично су хаљине додаване у колекцију након што је дотични председник напустио функцију, али 1955. када је јавност видела хаљину Мејми Ајзенхауер била је толико јака да је Смитсонијан променио своју политику и одмах додао њену хаљину, не чекајући да њен муж напусти канцеларију.
- Балска хаљина Хелен Тафт
- Балска хаљинаМејми Ајзенхауер